# Fairfield Heights, New South Wales
Fairfield Heights este o suburbie în Sydney, Australia.